# الدوري الفنزويلي الممتاز 1982
الدوري الفنزويلي الممتاز 1982 هو الموسم 62 من الدوري الفنزويلي الممتاز. كان عدد الأندية المشاركة فيه 12، وفاز فيه أتلتيكو سان كريستوبال.